# Брикович Ілярій Матвійович
Іля́рій Матві́йович Брико́вич (нар. 3 листопада 1881, Тернопіль, Австро-Угорщина, — лютий / 24 липня 1942, Магнітогорськ) — український педагог, перекладач, громадський діяч, літератор. Народився в Тернополі, Австро-Угорщина. Навчався у Львівському, Краківському та Віденському університетах. Член Наукового товариства імені Шевченка. Почесний член товариства «Просвіта» (1996). 
Чільний урядник Західноукраїнської Народної Республіки в Тернопільському повіті. Голова Тернопільської гімназії товариства «Рідна школа», кооператива «Буду́чність», фабрики «Калина», Тернопільської організації українського товариства «Сокіл», співзасновник українського спортивного товариства «Змагун». Професор Тернопільської української гімназії. Репресований більшовицькою владою. Помер в Магнітогорську, Верхньоуральській в'язниці. Псевдонім — О́сип Поді́льський.

## Біографія

### Дитинство та юність

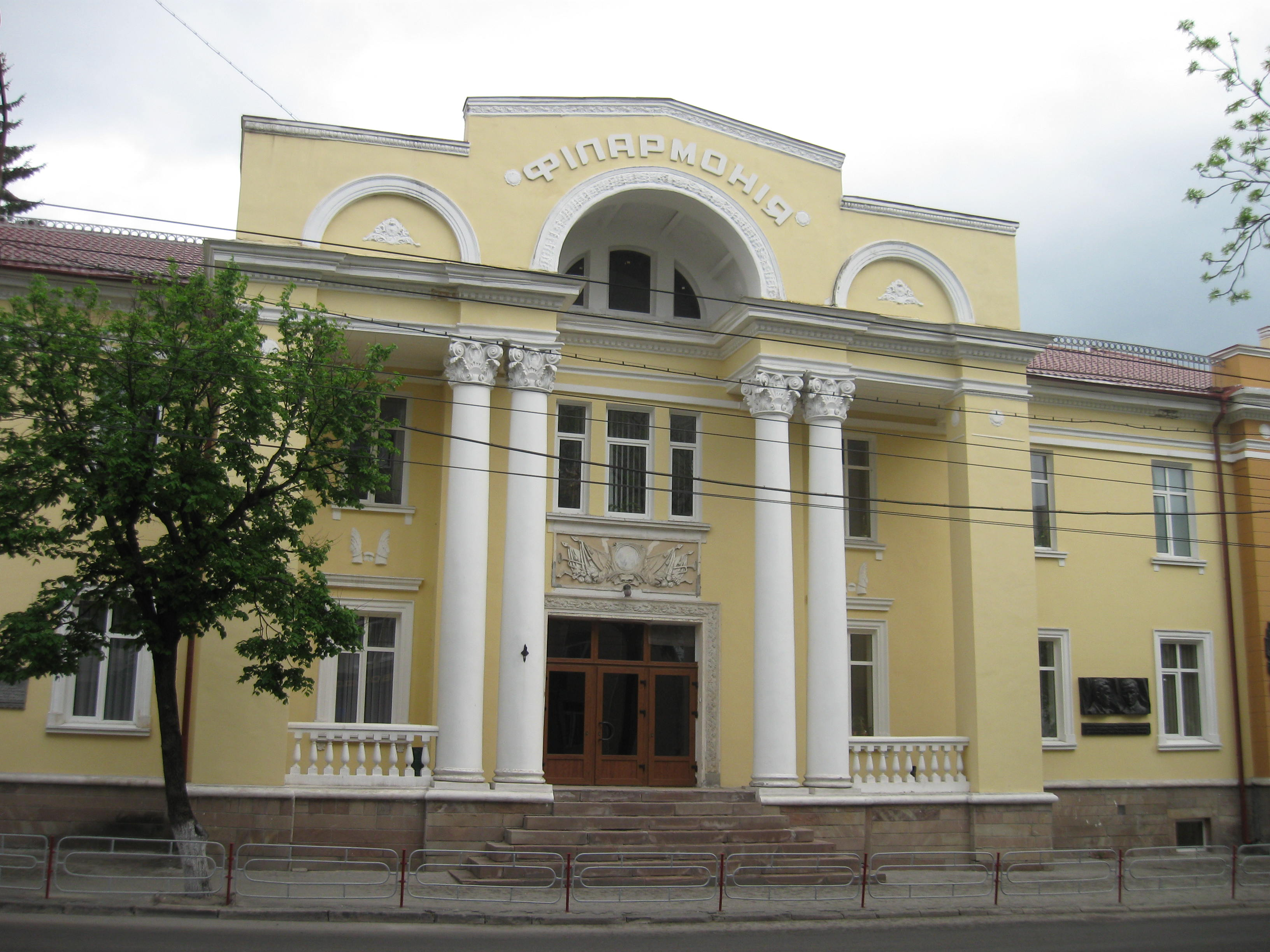
Сучасний вигляд будинку Міщанського братства в Тернополі

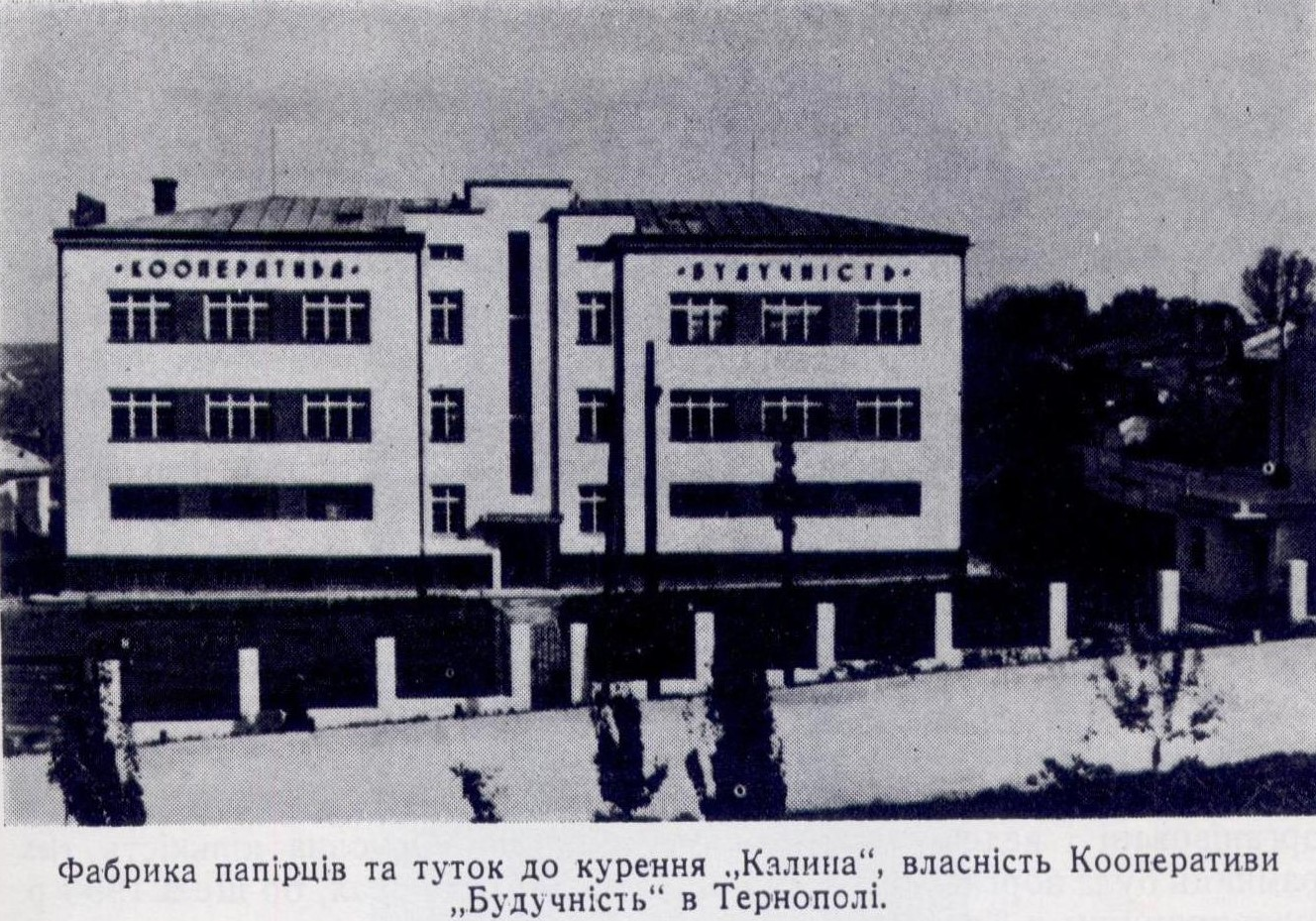
Кооператива «Буду́чність», Тернопіль

Народився 3 листопада 1881 року в Тернополі (Тернопільський повіт, Королівство Галичини та Володимирії, Австро-Угорщина, нині Тернопільської області, Україна)
Закінчив цісарсько-королівську Першу тернопільську гімназію (зокрема, у 1898—1899 навчальному році — VII клас), вищу освіту здобував у Львівському, Краківському та Віденському університетах. 1902 року під час навчання у Львові брав участь в акціях протесту студентів-українців. 1905 року склав іспит на право викладати українську та класичні мови в усіх середніх школах.

### Викладацька та суспільно-просвітницька діяльність
У 1905—1906 навчальному році працював заступником учителя Тернопільської української гімназії (розташовувалася на вулиці Костюшка, 11, нині вулиця Камінна, будівля не збереглася). Наприкінці 1906—1907 навчального року мав звання учителя, наприкінці 1908—1909-го був уже цісарсько-королівським професором (звання отримав згідно з Декретом Крайової шкільної ради № 23439 від 17 листопада 1908 року).
Очолював Тернопільську організацію українського товариства «Сокіл» (створена в 1904 році, попередні очільники — Сидір Голубович, Володимир Вітошинський). 1907 року разом о. Йосифом Застирцем і Миколою Конрадом, професором Іваном Боднарем став співзасновником Товариства «Жіночий Інститут імені княгині Ольги», зареєстрованого 6 червня 1908, яке мало допомагати жіночій громаді у справі морального і фізичного виховання, а також утримувало бурсу для дівчат.
У 1905—1914 роках, коли Тернопільську філію українського товариства «Просвіта» очолював доктор Сидір Голубович, І. Брикович допомагав діловоду філії Іванові Боднару. Був членом міської ради Тернополя в 1912—1913 (цього навчального року також господар VIII класу), 1913—1914 навчальних роках. У 1912—1913 навчальному році очолював (голова заряду) Селянської бурси в Тернополі, заснованої товариством «Просвіта».

### Часи визвольних змагань
Входив до складу тимчасового комітету, який займався організацією встановлення влади ЗУНР у Тернополі. Від листопада 1918 року до липня 1919-го працював заступником повітового комісара ЗУНР (за іншими даними, після утворення 4 листопада повітового комітету Національної Ради в Тернополі очолив повітовий комісаріат (староство)). Воював у лавах УГА, разом з нею перебував на «Великій Україні».

### Повернення до Тернополя
1920 року повернувся до Тернополя. Після війни — викладач Тернопільської української гімназії (7 березня 1921 року при вступі на посаду склав присягу, як і кожен вчитель середньої школи) до її закриття польською владою після наказу міністра віросповідань та громадської освіти Славомира Червінського (1885—1931) від 26 вересня 1930 року (викладав грецьку, латинську, німецьку мови). Водночас працював директором тернопільської Гімназії товариства «Рідна Школа».
Відкрив та проводив перші за часів польської окупації Галичини політичні збори українців у Тернополі, скликані повітовою організацією трудової партії, які відбулися в неділю 10 вересня 1922 року. Був одним з ініціаторів та співзасновників «Подільського союзу кооператив», який діяв у Тернополі від 14 грудня 1923 року. За його ініціативи в 1927 році на Тернопільщині відновило діяльність українське товариство «Сільський господар». У 1921—1927 роках був головою громадської організації «Міщанське братство» (Тернопіль), у 1924—1939 роках був головою Тернопільської філії товариства «Просвіта». 7 липня 1927 року висунутий кандидатом від ІІІ-го виборчого кола.

### Політична кар'єра, підприємництво та меценатство
Після створення 11 липня 1925 року у Львові представниками Української народно-трудової та Української партії національної роботи Українського національно-демократичного об'єднання (УНДО) був обраний до Центрального комітету від Тернопільщини, також очолив повітовий комітет об'єднання.
Після закриття в 1930 році української гімназії став очільником кооперативи «Буду́чність». Також був співдиректором фабрики «Калина» разом з Осипом-Левом Павлишиним, Іваном Ленем, Степаном Чумаком. 1935 року разом з І. Боднаром та І. Ленем заснували в Тернополі українське спортивне товариство «Змагун». Однак, польська влада звинуватила засновників у співпраці з ОУН і відмовилася його реєструвати.
Був членом НТШ і Товариства прихильників Музею НТШ. «Буду́чність» і фабрика «Калина» співпрацювали з НТШ у 1930-х роках, а 1936-го завдяки фінансовій підтримці «Будучності» й особисто І. Бриковича Археологічний відділ НТШ (очільник Ярослав Пастернак) проводив археологічне обстеження багатьох територій та вів розкопки на Поділлі.

### Встановлення радянського режиму та смерть
У вересні 1939 року його усунули від навчального процесу в гімназії товариства «Рідна школа», після чого став працювати візником в облспоживспілці. За одними даними, 22 червня 1941 (за іншими 23 червня 1940 року) заарештований більшовицькою владою та вивезений на Урал (до Челябінської області), де, за спогадами інших засланців, працював на шахтах Уралу.
Помер у лютому 1942 року в м. Магнітогорськ (нині Челябінська область, РФ) від непосильної праці на радянській шахті. За іншими даними — 24 липня 1942 р. у Верхньоуральській в'язниці.